# CD Tampico
A Club Deportivo Tampico egy megszűnt mexikói labdarúgócsapat, amelynek otthona a Tamaulipas államban található kikötőváros, Tampico volt. Egy bajnoki és egy kupagyőzelemmel rendelkezik.

## Története
Az 1945-ben alapított Tampico még abban az évben megkezdte szereplését az első osztályú bajnokságban. Évekig középcsapatként szerepeltek (bár 1949-ben pontszám tekintetében utolsók lettek), majd 1953-ban bajnoki címet ünnepelhettek. Öt év múlva 26 forduló alatt mindössze 17 pontot gyűjtve kiestek az első osztályból, de egy szezon után máris visszajutottak. Néhány évig ismét mint középcsapat játszottak a ligában, de 1963-ban újra kiestek a másodosztályba.
1977-ben megvásárolták az addig első osztályú San Luis csapatát, így ismét felkerültek a legmagasabb osztályba, ahol ezúttal már rájátszásos rendszer működött. Mindjárt az első évben bejutottak a rájátszásba, ahol az elődöntőben állta útjukat a fővárosi Universidad Nacional (Pumas). 1980-ban még egyszer utoljára bejutottak a rájátszásba, de csak a negyeddöntőig jutottak, majd 1982-ben ismét kiestek a másodosztályba. Ugyanekkor az Atletas Campesinos felvásárlásával új csapat jött létre Tampicóban, közösen a szomszédos várossal, Ciudad Maderóval: a Tampico Madero FC.

## Bajnoki eredményei
A csapat első osztályú szereplése során az alábbi eredményeket érte el:

### A régi rendszerben
| Év        | Helyezés |
| --------- | -------- |
| 1945–1946 | 13. hely |
| 1946–1947 | 6. hely  |
| 1947–1948 | 8. hely  |
| 1948–1949 | 15. hely |
| 1949–1950 | 10. hely |
| 1950–1951 | 9. hely  |
| 1951–1952 | 6. hely  |
| 1952–1953 | Bajnok   |
| 1953–1954 | 4. hely  |
| 1954–1955 | 7. hely  |
| 1955–1956 | 6. hely  |
| 1956–1957 | 10. hely |
| 1957–1958 | 14. hely |
| 1959–1960 | 7. hely  |
| 1960–1961 | 7. hely  |
| 1961–1962 | 8. hely  |
| 1962–1963 | 14. hely |

### A rájátszásos rendszerben
| Év        | Alapszakasz-helyezés | Eredmény a rájátszásban |
| --------- | -------------------- | ----------------------- |
| 1977–1978 | 12. hely             | Elődöntős               |
| 1978–1979 | 14. hely             |                         |
| 1979–1980 | 7. hely              | Negyeddöntős            |
| 1980–1981 | 15. hely             |                         |
| 1981–1982 | 19. hely             |                         |